# Hamideh Kheirabadi
Hamideh Kheirabadi (21 de dezembro de 1924 - 9 de abril de 2010) foi uma célebre actriz de cinema e teatro iraniano. Hamideh participou em mais de 200 filmes e em mais de 20 séries de televisão. Dentro do Irão, era carinhosamente conhecida como Nādereh e Mãe do Cinema Iraniano.

## Vida e carreira
Hamideh Kheirabadi nasceu em Rasht, a capital da Província de Gilan, no Irão. Apesar de se casar numa idade muito jovem, com 13 anos, continuou com seus estudos e terminou a sua educação na escola secundária. Na metade da década de 1950 divorciou-se do seu marido e viveu a partir de então com sua filha, Soraya Ghasemi (nascida em 1940). A sua carreira como actriz começou em 1947 em teatro.
Hamideh trabalhou com um grande número de célebres directores de cinema iranianos, tais como Ali Hatami, Dariush Mehrjoui, Masud Kimiai, Mohsen Makhmalbaf, Sirus Alvand, Sirus Moghaddam e Tahmineh Milani. Ela foi três vezes nomeada para o Prémio Crystal Simorgh. Durante a segunda Celebração de Actores do Ecrã iraniano, que se celebrou a 5 de janeiro de 2008, no Arikeh-ye Iranian Hall de Teerão, Kheirābādei foi galardoada com o Prémio à Trajectória.

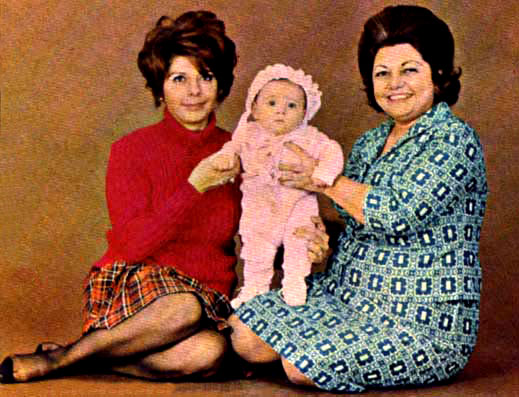
Kheirabadi com a sua filha, Soraya e a sua neta, Parmida

Tinha-se conhecimento dos seus planos de regressar ao ecrã após seis anos de ausência na actuação a 23 de abril de 2010, no papel dela mesma numa série chamada A Terra da Gente (Zamin-e Ensān-hā), dirigida por Abolhasan Dāvoudi.
Hamideh Kheirābādei morreu em sua casa, em Teerão, na noite da segunda-feira 19 de abril de 2010, à idade de 86 anos. A causa da sua morte foi declarada como derrame cerebral. Hamideh Kheirābādei foi enterrada na secção 66 do cemitério de Behesht-e Zahra em Teerão, na terça-feira 20 de abril de 2010.

## Filmografia
Com uma extensa filmografia, Hamideh Kheirabadi pode ser encontrada na Wikipedia de língua Gilaki. Na actualidade, uma menos extensa filmografia sua está disponível na Wikipedia Persa. A que segue é só uma parte de sua filmografia.

### Longas-metragens
- Amir Arsalān-e Nāmdār (Amir Arsalān os Grandes), 1955, dirigida por Shāpour Eāsami.
- Almās 33 (Diamante 33), de 1967, dirigida por Dariush Mehrjoui
- Reza Motociclista (Reza Motori) (1970) dirigida por Masoud Kimiai
- Wood Pigeon (Toghi) (1970) dirigida por Ali Hatami
- Bābā Shamal (Bābā Shamal), de 1971, dirigida por Ali Hatami
- Mehdi in Black and Hot Mini Pants, 1972
- Shab-e Aftābi (O sol da Noite), de 1977, dirigida por Sirus Alvand
- Ejāreh-neshin-hā (Os Inquilinos), de 1986, dirigida por Dariush Mehrjoui
- Mādar (Mãe), de 1989, dirigida por Ali Hatami
- Bach'che'hā-ye Talāgh (Os Filhos do Divórcio), de 1989, dirigida por Tahmineh Milani
- Bānu (A Senhora), de 1991, dirigida por Dariush Mehrjoui
- Honarpisheh (O Actor), de 1992, dirigida por Mohsen Makhmalbaf
- Soroud-e Tavallod (The Birthday-song), de 2004, dirigida por Ali Ghavitan

### Séries de televisão
- Pedar Salgar (O Paternalista), de 1993, dirigida por Akbar Khājavi
- Khaneh Sabz (A Casa Verde), de 1996, dirigida por Bijan Birang e Masoud Rassām